# Stigmella samiatella
Stigmella samiatella là một loài bướm đêm thuộc họ Nepticulidae. Loài này có ở khắp châu Âu và tây nam Asia. It has recently been recorded from Georgia và Nga.
Sải cánh dài 5–7 mm. Con trưởng thành bay từ tháng 4 đến tháng 9 và in tháng 10 in miền nam Europe. In Britain it is believed to be (partly) univoltine, but in Hà Lan và Sweden it is clearly bivoltine.
Ấu trùng ăn Castanea sativa, Quercus castaneifolia, Quercus cerris, Quercus frainetto, Quercus pedunculiflora, Quercus petraea, Quercus pubescens và Quercus robur. Chúng ăn lá nơi chúng làm tổ. 